# Villar del Cobo
Villar del Cobo község Spanyolországban, Teruel tartományban. Villar del Cobo Albarracín községgel határos. Lakosainak száma 162 fő (2024).

## Népesség
A település népessége az utóbbi években az alábbiak szerint változott:
| Lakosok száma | 232  | 222  | 216  | 217  | 202  | 190  | 175  | 164  | 165  | 162  |
|               | 2001 | 2004 | 2007 | 2009 | 2012 | 2014 | 2017 | 2019 | 2022 | 2024 |